# 古巴最高人民法院
古巴最高人民法院是古巴共和国最高司法权力机构。它由古巴全国人民政权代表大会选举产生，并对全国人民政权代表大会负责。司法机构独立于行政部门，因为每个级别的法官都由国民议会选举产生；省议会和市级法官由省议会和市议会的省级法官。目前的最高人民法院可追溯到1973年，取代了1898年较早的古巴最高法院。

## 法院组成人员
最高人民法院由首席大法官和院长及其副院长以及所有专业和非专业法官组成，其结构如下：刑事、民事、行政、劳动、反国家犯罪、经济和军事法庭。

## 历任最高人民法院院长[1]
- 安东尼奥·伊西多罗·冈萨雷斯·德门多萨·博尼利亚， 4.5.1899 ~ 25.9.1900
- 拉斐尔·费利克斯·德拉·克鲁兹·佩雷斯， 25.9.1900 ~ 27.4.1904
- 胡安·包蒂斯塔·埃尔南德斯·巴里罗， 5.9.1904 ~ 12.12.1913
- 何塞·安东尼奥·皮卡多·马尔克斯， 17.12.1913 ~ 9.6.1917
- 何塞·安托伦·德尔奎托·帕佐斯， 9.6.1917 – 17.6.1921
- 安格尔·西里洛·贝当古·米兰达， 21.6.1921 ~ 9.3.1925
- 胡安·曼努埃尔·古铁雷斯·奎雷斯， 7.5.1925 ~ 6.4.1932
- 何塞·格雷戈里奥·维万科·埃尔南德斯， 7.4.1932 ~ 19.8.1933
- 胡安·费德里科·埃德尔曼·罗维拉， 19.8.1933 – 5.4.1952
- 加布里埃尔·埃米利奥·皮查多·莫亚， 18.4.1952 ~ 27.7.1956
- 圣地亚哥·德塞德里奥·罗塞勒·莱特-维达尔， 28.9.1956 ~ 13.1.1959
- 埃米利奥·弗洛伦西奥·梅内德斯·梅内德斯， 14.1.1959 ~ 21.12.1960
- 恩里克·阿曼多·哈特·拉米雷斯， 2.2.1961 ~ 30.6.1980
- 何塞·劳尔·阿马罗·萨卢普 ， 1.7.1980 ~ 30.11.1998
- 鲁本·雷米焦·费罗， 23.12.1998